# Дэвис, Гарт
Гарт Дэвис (англ. Garth Davis) — австралийский кинорежиссёр и кинооператор, наиболее известный по фильму «Лев» 2016 года.

## Биография
Гарт Дэвис родился в Брисбене, Австралия, в артистической семье. Его мама была художницей, а отец работал в сфере рекламы. В колледже изучал искусство и дизайн. Живёт в Мельбурне со своей женой и тремя детьми.

## Карьера
Перед дебютом в большом кино Гарт успешно работал над рекламными роликами и телевизионными проектами. Так, в 2008 году Дэвис выиграл награду на престижном фестивале рекламы — «Каннские львы», а в 2010 году стал номинантом премии Гильдии режиссёров как лучший режиссёр рекламы. В 2006 году Гарт срежиссировал нескольких эпизодов популярного австралийского телесериала «Люби, как я хочу».

### «Вершина озера»
Первой заметной работой Гарта в кино был мини-сериал «Вершина озера» 2013 года, с Элизабет Мосс, Дэвидом Уэнемом, Холли Хантер в главных ролях. За «Вершину озера» Дэвис вместе с Джейн Кэмпион были номинированы на премию «Эмми», в категории «Режиссура мини-сериала, фильма или драматической программы».

### «Лев»
Дебютным полнометражным фильмом Дэвиса стал «Лев», снятый по сценарию Люка Дейвиса. Основанный на автобиографической книге Сару Бриерли «Долгая дорога домой». В центре сюжета история про индийского мальчика Сару, который потерялся в пятилетнем возрасте на вокзале, но позже он попадает в приют, откуда его усыновляет семья из Австралии. Уже будучи взрослым, по совету друзей, Сару начинает поиск своей родной семьи, используя программу Google Earth. Фильм был положительно принят кинокритиками и получил шесть номинаций на премию «Оскар».

### «Мария Магдалина»
В январе 2016 года было анонсировано, что Гарт Дэвис выступит в роли режиссера совместного проекта кинокомпаний Universal Pictures International Productions и See-Saw Films, посвящённого святой Марии Магдалине. Отмечалось, что зрителям будет представлен «подлинный и гуманистический образ одного из самых загадочных духовных лидеров в истории человечества». В фильме задействованы известные голливудские актёры, в частности Руни Мара, Хоакин Феникс, Чиветел Эджиофор и Тахар Рахим. Съёмки фильма проходили в октябре-декабре 2016 года в Италии. Премьера фильма в России состоялась 5 апреля 2018 года.

## Факты
Актриса Руни Мара, продюсеры Харви Вайнштейн, Эмиль Шерман и Эйн Каннинг вместе с Гартом Дэвисом работали над двумя его фильмами — «Лев» и «Мария Магдалина».

## Фильмография
Режиссер (5)
- 2000 — P.I.N.S. … документальный
- 2003 — Alice … короткометражка
- 2004 — Люби, как я хочу (сериал, 2004—2007) / Love My Way
- 2013 — Вершина озера (сериал, 2013 — …) / Top of the Lake
- 2016 — Лев / Lion
- 2018 — Мария Магдалина / Mary Magdalene
- 2023 – Враг / Foe

## Награды и номинации
За свой первый же полнометражный фильм («Лев») был удостоен награды от Гильдии режиссёров Америки.
| Список наград и номинаций  | Список наград и номинаций | Список наград и номинаций                                  | Список наград и номинаций | Список наград и номинаций |
| Кинопремия                 | Год                       | Категория                                                  | Номинант(ы)               | Результат                 |
| -------------------------- | ------------------------- | ---------------------------------------------------------- | ------------------------- | ------------------------- |
| Эмми                       | 2013                      | Режиссура мини-сериала, фильма или драматической программы | «Вершина озера»           | Номинация                 |
| BAFTA TV Award             | 2014                      | Лучший режиссер мини-сериала                               | «Вершина озера»           | Номинация                 |
| AACTA Awards               | 2014                      | Лучший режиссер драматического или комедийного сериала     | «Вершина озера»           | Номинация                 |
| Кинофестиваль в Торонто    | 2016                      | Приз зрительских симпатий                                  | «Лев»                     | 2 место                   |
| Гильдия режиссёров Америки | 2017                      | Лучший режиссёрский дебют                                  | «Лев»                     | Победа                    |